# Amblyseius azerbaijanicus
Amblyseius azerbaijanicus (лат.) — вид паразитиформных клещей рода Amblyseius из семейства Phytoseiidae (Mesostigmata).
От близких видов отличается следующими признаками: сравнительно тонкой и относительно короткой тинкой L6 (последняя длиннее L5 не более чем в 3 раза) формой сперматеки и длиной макрохет ноги IV (на голени макрохета длиннее, чем на колене и лапке). Щетинка D1 по длине превосходит L6. Вершина перитремы на уровне D1. Dm с 3 зубцами, Df с 17 зубцами и игловидным придатком.
Вид был впервые описан в 1970 году из Азербайджанской ССР (Хачмасский район), где был найден в гнезде мыши-малютки. Также вид был обнаружен на территории Мегринского района Армянской ССР, на листьях тыквы.